# Trommenøgle
En trommenøgle er en musiknøgle, der bruges til at notere trommesæt eller percussion – altså instrumenter, der ikke bevæger sig indenfor det "normale" tonebrug. 
Der er mange forskellige fortolkninger af trommenøglen, idet der findes mange forskellige slags trommesæt. Hvis man tager udgangspunkt i g-nøglen ser det mest gængse system sådan ud:
e: Hi hat pedal

f: stortromme

g: Gulvtam

a: dyb sidetam

h: lys sidetam

c: Lilletromme

f1: ridebækken

g1: hi hat

a1: Crash bækken

Metal noteres med et kryds, hvorimod trommer noteres med almindelige noder